# Wybory parlamentarne w Libanie w 1947 roku
Wybory parlamentarne w Libanie odbyły się w 1947 roku. Zwyciężył w nich Blok Konstytucyjny Biszary al-Churiego.
Parlament wprowadził do konstytucji poprawkę dającą prezydentowi prawo do drugiej sześcioletniej kadencji. W wyborach prezydenckich w 1949 roku Biszara al-Churi ponownie został prezydentem. Na czele rządy stanął ponownie Rijad as-Sulh.